# منتخب هولندا للكرة اللينة للرجال
منتخب هولندا للكرة اللينة للرجال (بالهولندية: Nederlands softbalteam)‏ هو ممثل هولندا الرسمي في المنافسات الدولية في كرة لينة
.

## تشكيلة المنتخب مع اسماء اللاعبين
رونالد كومان	مدرب
23	بارت فيربوغين	حارس
13	ياسبر سيليسن	حارس
23	مارك فليكين	حارس
2	جوراين تيمبير	دفاع
لوتشارل غيرترويدا	دفاع
3	ماتيس دي ليخت	دفاع
5	ناثان أكي	دفاع
4	سفين بوتمان	دفاع
16	ثيريل مالاسيا	دفاع
4	فيرجيل فان ديك	دفاع
14	دافي كلاسين	وسط
22	دينزل دومفريس	وسط
21	فرينكي دي يونغ	وسط
جيورجينهو فاينالدوم	وسط
24	كينيت تايلور	وسط
15	مارتن دي رون	وسط
ماتس فيفر	وسط
11	ستيفن برغيوس	وسط
25	تشافي سيمونز	وسط
10	بريان بروبي	هجوم
8	كودي جاكبو	هجوم
10	ممفيس ديباي	هجوم
10	نوا لانج	هجوم
7	ستيفن بيرجوين	هجوم
19	فاوت فيخهورست	هجوم
داني بليند	مساعد مدرب
ادغار دافيدز	مساعد مدرب
فرانس هويك	مدرب حراس
رينيه فورمهويدت	مدرب بدني
دينيس ديميرز	مدير إداري